# Stade Krasny Yar
Le stade Krasny Yar (en russe : Стадион «Красный Яр») est un stade de rugby à XV de 3 350 places situé à Krasnoïarsk, en Russie. 

## Histoire
Le stade est inauguré en 2010. Il est situé au nord de la ville, dans le district de Zheleznodorozhny. Il a été construit en 2010 sur l'emplacement de l'ancien Stade Torpedo, après 5 ans de travaux. Il se compose d'une grande tribune principale de 3 200 places et d'une tribune réservée aux VIP de 150 places .
En 2020, un centre d'entraînement moderne y est ajouté, abritant notamment une salle de sport et un hôtel .